# 痛快!買い物ランドSHOPJIMA
『痛快!買い物ランドSHOPJIMA』（つうかい! かいものらんど-ショップじま）は、東京テレビランドが制作する通信販売の番組である。テレビ東京を中心とした数多くの放送局にて放映されている。

## 概要
1993年に番組開始されたテレビショッピング。 番組開始当初のメインパーソナリティは梅宮辰夫と山田邦子が務めていた。
一部の放送局では『痛快!買い物ランドSHOPJIMA』の商品紹介部分のVTRをそのまま使用し、『ショップ・マニフィカ』の番組名で放送されている。同番組が放送されている放送局では『痛快!買い物ランドSHOPJIMA』は一切放送されない。

## 現在の出演者

### パターンA
- 浅茅陽子
- 江木俊夫
- おりも政夫

### パターンB
- 山田邦子
- 彦摩呂
- 城之内早苗

### パターンC
- 山田邦子
- 彦摩呂
- 黒田福美

※カテキン減脂粒など

## 過去の出演者
- 梅宮辰夫
- 松居一代
- 梨元勝
- 辺見マリ
- 沢田亜矢子
- 生稲晃子
- ミスターちん